# Die Reise Urians
Die Reise Urians (französisch Le Voyage d’Urien) ist eine Erzählung von André Gide, die 1893 erschien.

## Inhalt
Vorspiel
Die Reise auf der Orion führt zu den „chimärischen“ Inseln. Darauf werden die Männer von schönen liebestollen Frauen gefangen gehalten. Während die Matrosen sich rasch ergeben, leistet der harte Kern, elf Männer um Urian, sogar den Liebkosungen der duftenden Königin Haïatalnefus tapfer Widerstand. Haïatalnefus führt die Gefangenen in eine tropische Märchenwelt, kann aber mit dieser List die zwölf widerstandsfähigen Männer lediglich in eine „lyrische Stimmung“ versetzen. Schließlich wird die Inselbevölkerung von der Pest geschwächt und dezimiert. Die Seefahrer können entfliehen.
Sargassomeer
Auf der weiter nordwärts führenden Fahrt durch das Sargassomeer bleiben die Seefahrer in Ufernähe im Schlamm stecken. Da stößt Ellis, auf dem Landwege gekommen, zu den Reisenden. Urian nennt sie seine liebe Schwester. Ellis liest unterwegs Kant, Leibniz und Scotus. Urian, der sich als Ich-Erzähler zu erkennen gibt, ärgert sich über die Lektüre seiner „lieben“ Ellis. Er könne nur eine gläubige Frau lieben. Zudem sind die Männer „zu ruhmreichen Taten ausgezogen“ und wollen ihre alten Gedanken, inklusive die Studien der Philosophen, eben gerade hinter sich lassen. Aber, so klagt Urian, die Reise sei überhaupt „schlecht komponiert“.
Ellis bekommt Sumpffieber. Zusammen mit vier kranken Gefährten wird sie bei den Eskimos zurückgelassen. Diese Frau hat „schon fast keine Realität mehr“.
Fahrt auf einem Eismeer
An Skorbut erkrankt, an Deck liegend, träumen die restlichen acht Männer von den frischen, saftigen Früchten, die auf den unheilvollen tropischen Inseln wuchsen. Packeis geht in eine geschlossene Eisdecke über. Teile der Orion werden zu einem Schlitten verbaut. Der Rest des Schiffes wird verbrannt. Gezogen vom großen Rentier geht die Schlittenfahrt nordpolwärts. Urian sieht eine Erscheinung: Die Ellis aus früheren Tagen. Der Rest des Weges wird, im Schneegestöber marschierend, mühsam bewältigt. Auf einer großen Mauer, die endlich den Vormarsch stoppt, steht geschrieben: HIC DESPERATUS [hier aufgegeben, verzweifelt]. Vor der Mauer liegt ein Leichnam im Eis. Vollständig eingefroren hält der Tote einen Zettel in der Hand. Darauf steht: nichts. In dem farblosen Morgen knien die Reisenden nieder, danken Gott dafür, dass er sie bis zuletzt hat auf das Ziel hoffen lassen, das sich als das Nichts herausstellte.
Der Dichter Urian gesteht in Versen: „Diese Reise ist nichts als mein Traum.“

## Zitate
- „Was auch geschieht, es wird immer bedeutungslos sein.“[2]
- „Ungeordnete Dinge verlangen unzusammenhängende Sätze.“[3]
- „Im Widerstand haben wir zuerst unseren Willen gespürt.“[4]

## Selbstzeugnisse
- „Ich habe kein Buch geschrieben ohne ein tieferes Bedürfnis, es zu schreiben, einzig ausgenommen Le Voyage d'Urien.“[5]
- Vorbild für Ellis ist Gides spätere Ehefrau Madeleine[6].

## Rezeption
- Die Rezensenten sind sich über den Novalis-Verehrer Gide einig: Vorbild sind Die Lehrlinge zu Sais.[7][8] Gide, immer ehrlich, macht es dem Leser auch leicht. Er zitiert Novalis.[9]
- Lang schreibt: „Melancholische Helden pflegen durch Enthaltsamkeit ihrer sterilen Tugend und suchen nach Traumländern, um dort von ihren schönen Seelen zu künden.“[10]
- Lang nennt zwei Gemeinsamkeiten mit Die Hefte des André Walter: Erstens, Thema ist die Verwandlung der Welt im Kopfe in die wirkliche Welt und umgekehrt. Zweitens, der Held erzählt von der unglücklichen Liebe zu einer Frau.[11]
- Gide wollte André Walter überwinden und versuchte das mit „ironischer Feder“; mit einer Satire.[12]
- Ellis sei „eine echte, halb burleske, halb melancholische Materialisation der damaligen Gideschen Seele.“[13]
- Marianne Kesting[14] interpretiert: Der Seefahrer sei – nach Homers Odyssee – mit dem Dichter gleichzusetzen, das Schiff mit seinem Werk und die Reise mit der inneren Bewegung seines Geistes. Gide habe Poes Pym gelesen. Ende des 19. Jahrhunderts sind die Erdteile – bis auf die Pole – bekannt. Also richtet sich die Paradiessuche dorthin. Urian kann aber das Paradies nicht finden. Bei dieser Reise handle es sich um den Akt des Schreibens selbst. Das „Abenteuer des Schreibens“ (Jean Ricardou) werde thematisiert. Der kleine Roman sei eine Beschreibung des Lebens, so, wie es ist – „eine Reise ohne Ende und ohne Rückkehr.“

## Deutsche Ausgaben
Quelle
- Raimund Theis (Hrsg.), Peter Schnyder (Hrsg.): André Gide: Die Reise Urians. Aus dem Französischen übertragen von Andrea Spingler. S. 169–224. Grundlage der Übersetzung war eine Ausgabe der Éditions Gallimard/Paris aus dem Jahr 1929[15]. Mit einem Nachwort von Marianne Kesting: „Zu Die Reise Urians“. S. 528–535. Gesammelte Werke in zwölf Bänden. Band VII/1, Deutsche Verlags-Anstalt Stuttgart 1991. 587 Seiten, ISBN 3-421-06467-9

Deutschsprachige Erstausgabe
- André Gide: Die Reise Urians. Übersetzerin: Maria Schaefer-Rümelin. Deutsche Verlags-Anstalt Stuttgart 1955. 66 Seiten. Original-Pappband

Sekundärliteratur
- Renée Lang: André Gide und der deutsche Geist (frz.: André Gide et la Pensée Allemande). Übersetzung: Friedrich Hagen. Deutsche Verlags-Anstalt Stuttgart 1953. 266 Seiten
- Claude Martin: André Gide. Aus dem Französischen übertragen von Ingeborg Esterer. Rowohlt 1963 (Aufl. Juli 1987). 176 Seiten, ISBN 3-499-50089-2
- Hans Hinterhäuser (Hrsg.), Peter Schnyder (Hrsg.), Raimund Theis (Hrsg.): André Gide: Et nunc manet in te. Aus dem Französischen übertragen von Maria Schäfer-Rümelin. S. 431–477. Gesammelte Werke in zwölf Bänden. Band IV/4, Deutsche Verlags-Anstalt Stuttgart 1990. 709 Seiten, ISBN 3-421-06464-4

## Vorläufer
Matthias Claudius schrieb das Gedicht „Urians Reise um die Welt“. Es wurde von Beethoven (acht Lieder op. 52) vertont.